# Dărvaș
Dărvaș – wieś w Rumunii, w okręgu Teleorman, w gminie Bujoreni. W 2011 roku pozostawała niezamieszkana.